# Marceline Desbordes-Valmore
Marceline Desbordes-Valmore (ur. 20 czerwca 1786 w Douai, zm. 23 lipca 1859 w Paryżu) – francuska poetka romantyczna, aktorka i śpiewaczka operowa.

## Życiorys

### Młodość
Urodziła się w rodzinie rzemieślniczej jako czwarte z ośmiorga dzieci. Jej ojciec zajmował się złoceniem herbów i ozdób na potrzeby szlachty i kościołów; w czasie rewolucji francuskiej z braku klientów został zmuszony do zamknięcia zakładu. W związku z tym matka wyjechała razem z nastoletnią Marceline na Gwadelupę, gdzie jeden z ich krewnych zyskał znaczny majątek. Po przyjeździe okazało się jednak, że został on zabity w czasie buntu niewolników. Ponadto matka dziewczyny zapadła na żółtą febrę i zmarła. W 1802 szesnastolatka sama wróciła do Douai. W celu poprawy własnej sytuacji finansowej dziewczyna została aktorką i śpiewaczką w teatrze w rodzinnym mieście. Następnie zaangażował ją zespół teatru w Rouen, skąd w 1804 została zaangażowana do paryskiej Opery Komicznej.

### Kariera aktorska
W czasie występów w Operze Komicznej Marceline Desbordes zakochała się w pisarzu Henrim de Latouche, z którym przez rok była związana i z którym miała syna (zmarłego w wieku pięciu lat). Następnie mężczyzna zerwał tę znajomość, ku rozpaczy młodej śpiewaczki. W 1813 Desbordes porzuciła śpiew i przeszła do teatru Odéon. Dwa lata później wystąpiła gościnnie w teatrze de la Monnaie w Brukseli, jako Rozyna w Cyruliku sewilskim. Poznała wówczas aktora Prospera Lanchantina, którego poślubiła w 1817, dodając do swojego nazwiska panieńskiego jako drugi człon jego pseudonim sceniczny Valmore.
Wkrótce po ślubie spotkała ponownie Henriego de Latouche'a. Przez kolejne 30 lat (do śmierci mężczyzny) utrzymywała z nim kontakt korespondencyjny; być może była również jego kochanką. Poświęciła mu szereg swoich utworów miłosnych, w których de Latouche pojawiał się pod imieniem Oliwier. W 1819 wydała pierwszy tom poezji i prozy, w którym zawarła cykl elegii, nowel oraz utworów o tematyce miłosnej. W latach 1821 i 1822 zbiór ten doczekał się ponownych wydań pod tytułem Poezje. Desbordes-Valmore nie przerwała w tym czasie występów na scenie; była zaangażowana przez teatr z Lyonu, z którym musiała przerwać współpracę w 1824 z powodu bankructwa placówki. W tym momencie kobieta porzuciła aktorstwo na rzecz pracy pisarskiej i opieki nad córkami Julią, Ines i Hiacyntą, zwaną Ondyną. Wszystkie jej dzieci zmarły w młodym wieku.
Za życia opublikowała jeszcze pięć zbiorów poezji: Elegie i nowe poezje (1825), Poezje (1830), Biedne kwiaty (1839), Poezje (1842) oraz Wiązanki i modlitwy (1843). W 1857 zachorowała na raka, co stało się przyczyną jej śmierci dwa lata później. W 1860 wydany został pośmiertnie tom wierszy, których nie skierowała wcześniej do druku, zatytułowany Poezje niewydane.

## Twórczość
Marceline Desbordes-Valmore zaliczana jest do poetów francuskiego romantyzmu i określana jako jedna z największych autorek w historii literatury tego kraju. W swoich tekstach podejmowała przede wszystkim tematy miłości (erotycznej i macierzyńskiej), przyjaźni i solidarności międzyludzkiej, wiary w Boga, śmierci. Szczególne miejsce w jej dorobku zajmują utwory pisane pod wpływem własnych bolesnych przeżyć, przede wszystkim śmierci kolejnych dzieci.
Dzieła Desbordes-Valmore były wysoko cenione przez współczesnych jej poetów: George Sand, Alfreda de Vigny i Lamartine'a; jej dzieła były porównywane z poezją tego ostatniego. Poetka przyjaźniła się m.in. z Victorem Hugo.
Wiersze Desbordes-Valmore znacząco wpłynęły na twórczość PaulaVerlaine’a, który zaliczył ją do poetów przeklętych. Inspirowała również Baudelaire’a, Rimbauda i Mallarmé’a.